# Aceratoneuromyia fimbriata
Aceratoneuromyia fimbriata är en stekelart som beskrevs av Graham 1991. Aceratoneuromyia fimbriata ingår i släktet Aceratoneuromyia och familjen finglanssteklar. Inga underarter finns listade i Catalogue of Life.